# Sometimes I Sit and Think, and Sometimes I Just Sit
Sometimes I Sit and Think, and Sometimes I Just Sit est le premier album studio de l'auteur-compositeur-interprète australienne Courtney Barnett, sorti le 23 mars 2015 sur le label Milk! Records en Australie, et Marathon Artists / House Anxiety dans le reste du monde.
Classé no 4 au classement des albums en Australie, il apparait à la 9e position dans la liste des 15 meilleurs albums de 2015 d'A.V. Club. Il a été 2 semaines dans le top 40 au Royaume-Uni, et no 20 aux États-Unis.

## Liste des morceaux
1. Elevator Operator (3:14)
2. Pedestrian at Best (3:50)
3. An Illustration of Loneliness (Sleepless in New York) (3:10)
4. Small Poppies (6:59)
5. Depreston (4:52)
6. Aqua Profunda! (1:59)
7. Dead Fox (3:33)
8. Nobody Really Cares If You Don't Go to the Party (2:46)
9. Debbie Downer (3:17)
10. Kim's Caravan (6:47)
11. Boxing Day Blues (3:02)
12. Stair Androids & Valley Um... (extra, 6:33)